# Gerard Adriaan Heineken
 (avril 2021).
Si vous disposez d'ouvrages ou d'articles de référence ou si vous connaissez des sites web de qualité traitant du thème abordé ici, merci de compléter l'article en donnant les références utiles à sa vérifiabilité et en les liant à la section « Notes et références ».
Gerard Adriaan Heineken (Amsterdam, 29 septembre 1841 — Amsterdam, 18 mars 1893) est le fondateur de la brasserie Heineken. En 1864 il reprend la brasserie De Hooiberg au "Nieuwezijds Voorburgwal" à Amsterdam, et il s'y met à brasser une nouvelle bière.
L'accent mis par Gerard Adriaan sur la qualité lui valut rapidement d'être récompensé par des prix internationaux. Il a suivi la tendance allemande en passant de la fermentation haute à la fermentation basse et fut le premier brasseur au monde équipé d'un laboratoire pour le contrôle de qualité. Il a engagé un élève de Louis Pasteur comme chef du laboratoire. Ce scientifique, le docteur Hartog Elion (1853-1930), a isolé en 1886 une levure de qualité exceptionnelle, la levure Heineken A, encore utilisée de nos jours. 
Au moment de la mort de Gerard Adriaan Heineken, la brasserie était devenue une des plus grandes et des plus importantes brasseries des Pays-Bas. Son petit-fils, Freddy Heineken (1923-2002), a continué à développer la brasserie, en en faisant une entreprise internationale.